# 中共中央政治研究室
中共中央政治研究室是中共中央直属机构，负责理论及政策研究、草拟文件等工作。

## 沿革

### 第一次设立
1941年夏，为了克服党内理论脱离实际的倾向，加强对中国问题的研究，中共中央决定把马列学院改组为马列主义研究院，下设十多个研究室，将干部训练任务全部移交中共中央党校。一个多月后又改为中央研究院。院长张闻天，并增加范文澜为副院长。不久，从中央研究院抽调三十多人到杨家岭中共中央所在地，成立中共中央政治研究室。
延安整风的思想准备工作之一是按照毛泽东的指示汇编党的文献，中央政治研究室的部分人员参加了一部分工作，主要是选择语录、核对、联系印刷厂等技术性工作。文献均由毛泽东最后审定。同时，毛泽东及其他中央领导分头找人谈话，进行整风前的思想动员。就中央政治研究室而言，毛泽东找陈伯达、张仲实、丁冬放、于炳然和邓力群五人一起谈了两个多小时。
陈伯达曾对其子陈晓农回忆：“1941年以后，由我负责，成立了中央政治研究室，邓力群、张仲实、周太和、田家英都是我从马列学院挑去的，马洪是我漏下的。当时我是研究室主任兼政治问题组组长，邓力群是经济问题组组长，张仲实是国际问题组组长。七大以后，政治研究室改由洛甫（张闻天）负责。”
曾在毛泽东身边工作过的柴沫、史敬棠也曾经在延安的中央政治研究室工作。
1945年7月12日，中共中央书记处会议讨论拟定了准备提交中共中央政治局会议通过的中共中央各部委分工及负责人名单，其中有“中央政治研究室主任张闻天，副主任何凯丰”。
第二次国共内战时，1947年中共中央撤出延安，中央政治研究室停办。

### 第二次设立
1954年，毛泽东指定陈伯达、田家英、胡乔木到杭州起草《中华人民共和国宪法》。起草工作告一段落时，毛泽东指定陈伯达、田家英等人筹备成立新的中共中央政治研究室。1955年，中共中央重建中共中央政治研究室，设在北京市万寿路13号一个新建的大院（即今万寿路西街7号院，中共中央组织部万寿庄宾馆）。重建的中央政治研究室实际是直接为毛泽东服务的理论研究班子，主任陈伯达，他的办公室与毛泽东的办公室并列着，但毛泽东未来过。副主任为胡绳、田家英，日常工作由胡绳主持，汪浩是办公室负责人。工作人员来自马列学院（即后中共中央党校）、中共中央办公厅、中共中央宣传部、北京大学、中国人民大学等单位。办公室下设哲学组（组长关锋）、历史组（组长黎澍）、经济组（组长陈真），另还有个两人的国际组、三人的党建组。
1957年5月15日，针对整风鸣放形势，毛泽东开始写《走向反面（未定稿）》一文，署名“本报评论员”，原准备公开发表。毛泽东审阅第一次清样时，将标题改为《事情正在起变化》，署名改为“中央政治研究室”，并注明：“内部文件，注意保存”。6月12日，该文印发党内。毛泽东在看已印发的该文时，又将署名改为“毛泽东”，时间定为1957年5月15日。该文后编入《毛泽东选集》第五卷，于1977年4月首次公开发表。
1958年5月25日，中共八届五中全会决定：“由中央主办一个革命的、批判的、理论和实际相结合的杂志，定名为《红旗》，每半月出版一次。”中央政治研究室为《红旗》杂志的创办提供了组织和人员，《红旗》杂志首任总编辑是中央政治研究室主任陈伯达，中央政治研究室两位副主任胡绳、田家英均为《红旗》编委。《红旗》杂志社址定在沙滩大院后，中央政治研究室便自万寿路迁至沙滩大院，与中共中央宣传部、《红旗》杂志社在同一座楼。这时中央政治研究室设三个组：原哲学组更名为思想界动态组，该组和逻辑组由胡绳分管，历史组由田家英分管。
1959年，中共中央宣传部、《红旗》杂志社、中央政治研究室联合召开座谈会，星期五召开，两周召开一次，每次设一个主题。主持会议的为康生、陈伯达、周扬、胡乔木。具体从事会议组织工作的有马仲扬、史敬棠、李洪林、丁伟志。担任会议记录的是丁伟志、王忍之。与会者是专家、学者、教授，名单报胡绳和田家英批准。《红旗》杂志社业务组组长和中共中央宣传部理论处负责人都参加。会上大家可自由发表对学术理论问题的意见，思想活跃，有人称其为“神仙会”。不久庐山会议举行后，大家就不再敢讲真话了。
胡绳在《红旗》杂志辟“思想文化评论”专栏，署名“施东向”，取“思想界动向”之意，专栏的不少文章是由胡绳指导青年人写作并经他定稿。该专栏在社会上很有影响。后“施东向”变为以胡绳为首的作者们的共同笔名，成员大多为中央政治研究室人员如王忍之、丁伟志、李洪林、马仲扬、郑惠等。
1958年秋，《思想界动态》创刊，这是根据中央要求编辑的内刊，向中央委员以上（或经特批）领导反映各界思想情况的党内半月刊，该刊受到中央及省、自治区、直辖市领导重视。1958年8月，中央政治研究室成立《思想界动态》组，首任组长关锋。同年底，关锋调任《红旗》杂志社编委，由马仲扬接任思想界动态组组长。该组是中央政治研究室内最大的组，人员二十多人，核心成员有马仲扬、李洪林、史敬棠、丁伟志。《思想界动态》的编辑工作主要由李洪林负责。1959年，一个大学生写给毛泽东一封长信,批评“三面红旗”。信被转给中央政治研究室，李洪林说：“这些意见都是些尖端问题，不管对不对，都应该让中央知道”，力主把它登在《思想界动态》上。为此李洪林被扣上“右倾机会主义”的帽子。
1961年春夏，经田家英推荐，柴沫调至中央政治研究室任秘书长。中央政治研究室内设机构再度调整，撤销了思想界动态组、逻辑组，改编为工业组、农业组、编辑组。柴沫到来后，中央政治研究室的主要任务是调查研究。例如1961年6月，柴沫率队到天津开展工厂和城市人民公社调查，王忍之等人参加。
1962年2月底，毛泽东决定派田家英再度率调查组，到湖南毛泽东家乡一带调查《农业六十条》下发后的农村状况。调查组抵达武汉待命时，毛泽东接见调查组全体成员。调查组在韶山短暂观摩后，便分成三路工作。一组到大坪大队（即唐家坨所在大队）调查时，社员们提出“分田到户”，认为恢复农村经济只能靠以户为单位承包和管理少量田地，这实际上是“包产到户”。田家英得知后，在大坪分别召开干部和社员代表座谈会以及调查组全体会。另外还派人到安徽无为考察“包产到户”情况。
田家英将湖南三个点的调查报告送交正在上海的毛泽东及陈云，并将炭子冲的报告寄给在北京的刘少奇。陈云称赞报告“观点鲜明”；刘少奇读了炭子冲的报告认为很好。毛泽东的反应则十分冷淡。田家英回北京后，布置中央政治研究室组织两个调查组，分别对“包产到户”呼声最少的中国东北及山西省查看对“包产到户”的反响。柴沫向中央政治研究室人员传达称，据田家英所说，看来中央已原则上确定要在部分地区实行“包产到户”，问题只是波及面的大小，故要中央政治研究室再去两地调查。
1962年7月8日，毛泽东在住处召开由刘少奇、周恩来、邓小平、陈伯达、田家英等参加的会议。会上毛泽东表态反对包产到户，批评田家英回北京后不但不修改《农业六十条》，反而热心于包产到户、分田单干。毛泽东指定陈伯达为中央起草关于巩固人民公社集体经济、发展农业生产的决定。

### 马列主义研究院
1963年前后，中苏两党就国际共产主义运动问题激烈论战，中共方面以《人民日报》编辑部及《红旗》杂志编辑部名义先后发表“九评苏共”。根据中共中央书记处意见，1964年春决定将中央政治研究室改组为中共中央马克思列宁主义研究院，研究马列主义和国际共产主义运动理论，任务是“两史四论一中心”（编纂中共党史、国际共运史；关于哲学、经济学、政治学、文艺学的理论研究；中心为研究毛泽东思想）。马列主义研究院院长陈伯达（中央政治局候补委员），副院长胡乔木（中央书记处候补书记），副院长兼党委书记周扬（中央候补委员、中宣部副部长，文艺界实际工作的最高领导人），副院长胡绳（原中央政治研究室副主任、《红旗》杂志社副总编辑），秘书长柴沫（原中央政治研究室秘书长）。
马列主义研究院成立后，起初租用北京市海淀区西颐宾馆北馆作为办公场所，后迁至中央党校。研究院成立后，遵照陈伯达的意思，工作人员全都下基层，起初在北京市通县农村开展“四清”，后又在北京、天津的工厂开展“四清”。1966年6月，陈伯达命工作人员全体回院参加“文化大革命”。在这期间，陈伯达先后主笔起草了指导四清运动的文件《二十三条》及标志“文化大革命”开始的《五一六通知》。
1966年5月，中共中央政治局扩大会议在北京举行，批判彭真、罗瑞卿、陆定一、杨尚昆的“反党错误”，也涉及田家英。会议期间，陈伯达三次到马列主义研究院讲话，严厉批判周扬、胡绳、田家英等人，重点是批柴沫，说柴沫不听他的话，走田家英的门子，搞秘书长专政，并说柴沫在和田家英的关系上犯有严重错误，缺乏革命原则性。此后，马列主义研究院一些人纷纷攻击柴沫，将柴沫定为“黑线人物”，不久对柴沫采取隔离措施，1966年9月4日柴沫自杀身亡。
1967年3月17日，陈伯达到马列主义研究院接见全体人员并讲话。有人将陈伯达讲话记录、整理后外传，闯下大祸。1967年3月26日，陈伯达又到马列主义研究院召开大会，在会上称：“我在会上也声明过不要记录，现在不但记了，还散发到旁的地方，而且记得不准确，有很大的严重错误……这算什么马列主义研究院呢？一点纪律都没有。搞了两年了，一点马列主义都没有，一点毛泽东思想都没有。我打算向中央建议，马列主义研究院可以关门。”陈伯达的秘书王文耀后来回忆说，“在一次会上，江青质问陈伯达：你管的单位就那么干净，一点问题没有？康生在一旁阴阳怪气地说：那当然咯。弄得陈伯达很紧张。他唯恐江青、康生插手研究院，当天晚上就给毛主席打报告，要求撤销马列主义研究院。没想到主席看后就同意了，在报告上画了圈。”

### 第三次设立
马列主义研究院撤销后，其人员中有人被分到《解放军报》社和中国人民解放军总政治部，有人被分到《红旗》杂志社，还有的被分到1967年5月恢复成立的中共中央政治研究室。恢复后的中央政治研究室大多数人员是青年，主任为陈伯达，不设副主任和秘书长及其他一切官员。秘书史敬棠负责具体工作，但没有行政职务。
当时陈伯达是中央文革小组组长及中共中央政治局常委，名义上是中国政坛第四号人物，但没什么实权。中央文革开会时实际由江青说了算，陈伯达每次开会必须到，但仅为挂名。1967年，陈伯达因受毛泽东严厉批评，一度想自杀。在起草的中共九大政治报告被否定后，陈伯达更为小心，唯恐被江青、张春桥、姚文元等人报复。这时《红旗》杂志虽然名义上由陈伯达任总编辑，但实权已被姚文元掌握。陈伯达唯一可控制的仅有中央政治研究室。陈伯达害怕中央政治研究室设立官员后，被江青等人拉拢过去，所以陈伯达一个官员都不敢设。
1970年八九月间，中共九届二中全会在庐山举行。林彪在会上大讲在新宪法中设国家主席的必要性和称毛主席是“天才”。陈伯达从恩格斯及列宁的著作中找出一些称“天才”的语录，编为《恩格斯、列宁、毛主席关于称天才的几段语录》，证明林彪的“天才”说有根据。叶群、吴法宪等人追随林彪，在会议各组展开活动，打乱了会议的原先布置，意在攻击张春桥、姚文元等人。毛泽东随即召开中共中央政治局常委扩大会议，停止各组讨论。
1970年8月31日，毛泽东写了《我的一点意见》，称陈伯达编的《恩格斯、列宁、毛主席关于称天才的几段语录》“欺骗了不少同志”，并称“我跟陈伯达这位天才理论家之间，共事三十多年，在一些重大问题上就从来没有配合过”“这一次，他可配合得好了，采取突然袭击，煽风点火，惟恐天下不乱，大有炸平庐山，停止地球转动之势。”《我的一点意见》最后号召大家“不要上号称懂得马克思，而实际上根本不懂马克思那样一些人的当”。中共九届二中全会由此改变议程，转为批判陈伯达。1970年9月6日，在中共九届二中全会闭幕式上，中共中央宣布对陈伯达审查。陈伯达自此离开政坛。
1970年11月6日，中共中央作出《关于成立中央组织宣传组的决定》，在中共中央政治局领导下，成立中央组织宣传组，“管辖中央组织部、中央党校、人民日报、《红旗》杂志、新华社、中央广播事业局、光明日报、中央编译局的工作，以及中央划归该组管辖单位的工作”，也负责已被撤销的中央宣传部和中央政治研究室的善后事宜。
1970年12月22日，中央政治研究室传达了一份中央文件，内容是中央成立组织宣传组，撤销中央宣传部和中央政治研究室。中央政治研究室人员的安置工作由中共中央办公厅负责。
陈伯达出问题后，有人向中央告状，称马列主义研究院的运动不彻底，有不少“五一六”反革命分子没挖出来，研究院就解散了，陈伯达包庇了坏人。为此，上级从中国人民解放军北京卫戍区派来15名军代表，进驻沙滩大院，历时两年清查“五一六”反革命分子，一个也没查出来，不了了之。1976年粉碎“四人帮”后，1977年军代表撤出沙滩大院。

## 历任领导
中共中央政治研究室
| 主任 - 陈伯达（1941年—1945年） - 张闻天（1945年—1947年） | 副主任 - 何凯丰（1945年—1947年） |

中共中央政治研究室
| 主任 - 陈伯达（1955年—1964年） 秘书长 - 柴沫（1961年—1964年） | 副主任 - 胡绳（1955年—1964年） - 田家英（1955年—1964年） |

中共中央马克思列宁主义研究院
| 院长 - 陈伯达（1964年—1967年5月，中央政治局候补委员，1966年当选中央政治局常委） 秘书长 - 柴沫（1964年—1966年9月4日自杀身亡） | 副院长 - 胡乔木（1964年—1966年，中央书记处候补书记） - 周扬（1964年—1966年，副院长兼党委书记）（中央候补委员、中宣部副部长） - 胡绳（1964年—1966年，《红旗》杂志社副总编辑） |

中共中央政治研究室
| 主任 - 陈伯达（1967年5月—1970年9月，中央政治局常委、中央文革小组组长） |